# Arteria pudenda interna
Die Arteria pudenda interna geht aus der Arteria iliaca interna hervor, zieht durch das Foramen infrapiriforme nach außen. Anschließend zieht es durch das  Foramen ischiadicum minus zur Dammgegend und versorgt in der Nähe des Beckenbodens gelegene Strukturen und die äußeren Geschlechtsorgane. In ihrem Verlauf gibt sie folgende Äste ab.
- Die Arteria rectalis inferior zieht nach mediokaudal (mittig/unten) durch die Fossa ischiorectalis und versorgt den unteren Mastdarm mit beiden Schließmuskeln und die in der Nähe gelegene Haut.
- Die Arteria perinealis versorgt den Musculus bulbospongiosus und den Musculus ischiocavernosus.
- Rami scrotales posteriores beim Mann beziehungsweise Rami labiales posteriores bei der Frau versorgen die entsprechenden Strukturen, das Skrotum beziehungsweise die großen Schamlippen.
- Die Arteria urethralis versorgt beim Mann Teile des Penis und den Harnröhrenabschnitt, der im Corpus spongiosum liegt. Sie zieht im Corpus spongiosum bis zur Eichel. Dabei bildet sie Anastomosen mit den Arteriae dorsales penis und der Arteria profunda penis.
- Die Arteria bulbi penis beim Mann beziehungsweise Arteria bulbi vestibuli vaginae bei der Frau versorgen den Bulbus penis und die Cowper-Drüsen beim Mann beziehungsweise den Bulbus vestibuli bei der Frau.
- Weiterhin gehen die Arteria profunda penis und die Arteria dorsalis penis zum Penis beziehungsweise die Arteria profunda clitoridis und die Arteria dorsalis clitoridis zur Klitoris ab.